# 東員寶
東員寶，是臺灣臺中市潭子區的一個傳統地域名稱，位於該區西南部。相較於今日行政區，其範圍大致與東寶里相近。

## 歷史
台灣清治末期至日治初期，東員寶地區為一街庄，稱為「東員寶庄」，隸屬於捒東上堡。該庄北與大埔厝庄為鄰，東邊北段與潭仔墘庄為鄰，東邊中南段及南邊東段與甘蔗崙庄為鄰，南邊中西段為水汴頭庄、上七張犁庄，西邊為西員寶庄。
1901年（日治明治三十四年）11月，全台廢縣廳改設二十廳，該庄隸屬於臺中廳。1903年（明治三十六年）6月，該庄編入「潭仔墘區」，仍隸屬於臺中廳。1909年（明治四十二年）10月，合併二十廳為十二廳，潭仔墘區隸屬不變。1920年（大正九年），全台地方制度大改正，廢十二廳改設五州二廳，該庄改制為「東員寶」大字，隸屬於臺中州豐原郡潭子庄。
戰後潭子庄改制為潭子鄉，隸屬於臺中縣，大字亦改制為村。1950年10月，中、彰、投分治，潭子鄉仍隸屬臺中縣。2010年12月，臺中縣市合併為直轄臺中市，潭子鄉改制為潭子區，村亦改制為里。

## 聚落
本地區有東寶社區、天畝社區等聚落。

## 交通
國道1號又稱「中山高速公路」，是台灣西部兩條縱向高速公路之一，大致以東北－西南走向經過東員寶地區西北部邊界外不遠處。北側最近的交流道是省道台10線交會處的豐原交流道，南側最近的是省道台1乙線交會處旁的大雅交流道。由此等可快速前往國道1號沿線各地。
區道中84線（民族路二段、潭富路三段～二段）是東寶至潭子的道路，其西側端點位於本地區西部邊界北側的區道中86線路口。由此向北北東出境後轉東偏北再轉北北東可前往大埔厝、潭子市區北側並止於省道台3線路口。
區道中85線（昌平路三段）是社口至東寶的道路，其南側端點位於本地區南部西側的潭子與北屯區界。由此向北北西轉北再轉西北出境後，可前往西員寶、西員寶與馬崗厝交界地帶、西員寶與上楓樹腳交界地帶、上楓樹腳與花眉交界地帶、花眉與社口交界地帶、社口中部偏東南並止於省道台10線路口。
區道中86線（雅潭路三段～二段）是大雅至新田的道路，大致以西向東蜿蜒經過本地區北部。由該道路向西可前往西員寶、馬岡厝、大田心、四塊厝、大雅並止於省道台1乙線路口，向東可前往潭子與甘蔗崙交界地帶、潭子、茄荎角、聚興西北部並止於區道中89線路口。

## 學校
- 臺中市潭子區東寶國民小學

## 宗教民俗
- 三元宮
- 福寧宮
- 原福祠福德廟
- 社公祠福德廟
- 拳兒兩廣醒獅團